# Macrocera thomsoni
Macrocera thomsoni är en tvåvingeart som beskrevs av Lynch Arribalzaga 1882. Macrocera thomsoni ingår i släktet Macrocera och familjen platthornsmyggor. Inga underarter finns listade i Catalogue of Life.